# Saint-Pierre-la-Roche
Saint-Pierre-la-Roche è un comune francese di 54 abitanti situato nel dipartimento dell'Ardèche della regione dell'Alvernia-Rodano-Alpi.

## Società

### Evoluzione demografica
Abitanti censiti